# NGC 902
NGC 902 (również PGC 9021) – galaktyka spiralna z poprzeczką (SBbc), znajdująca się w gwiazdozbiorze Wieloryba. Odkrył ją Francis Leavenworth 28 listopada 1885 roku.